# Херриден
Херриден (нем. Herrieden) — город в Германии, в земле Бавария. 
Подчинён административному округу Средняя Франкония. Входит в состав района Ансбах.  Население составляет 7552 человека (на 31 декабря 2010 года). Занимает площадь 81,71 км². Официальный код  —  09 5 71 166.
Город подразделяется на 38 городских районов.
В Херридене находится мебельная компания Schuller.

## Население
По оценке на 31 декабря 2015 года население общины Херриден составляет 7830 чел. 

| Дата      | 1840 | 1871 | 1900 | 1925 | 1939 | 1950 | 1961 | 1970 | 1987 | 2011 |
| --------- | ---- | ---- | ---- | ---- | ---- | ---- | ---- | ---- | ---- | ---- |
| Население | 3937 | 3855 | 3759 | 4064 | 3966 | 5878 | 5215 | 5631 | 6250 | 7516 |

| Год       | 1960 | 1970 | 1980 | 1990 | 2000 | 2009 | 2010 | 2011 | 2012 | 2013 | 2014 | 2015 |
| --------- | ---- | ---- | ---- | ---- | ---- | ---- | ---- | ---- | ---- | ---- | ---- | ---- |
| Население | 5058 | 5680 | 5866 | 6616 | 7528 | 7622 | 7552 | 7491 | 7590 | 7636 | 7700 | 7830 |